# 15. Armee
15. Armee var en tysk armé under andra världskriget, den sattes upp den 15 januari 1941 i Dinard i det ockuperade Frankrike. Armén ansvarade för kustförsvar i område kring Pas-de-Calais, efter den allierade landstigningen i Normandie så retirerade armén upp mot Nederländerna. I Nederländerna kom delar av armén att deltaga i det tyska försvaret mot Operation Market Garden. Armén besatte mynningen av floden Schelde och kom därigenom att omöjliggöra utnyttjandet av hamnen i Antwerpen som allierade förband hade lyckats erövra i det närmaste intakt. Först efter en kostsam serie offensiver kunde de allierade öppna floden så att hamnen kunde utnyttjas. Armén kapitulerade 17 april 1945 vid Ruhr.

## Schelde
Armén befäste stranden av floden Schelde och ön Walcheren, därigenom spärrades infarten till Antwerpens hamn av totalt. Detta fick till följd att trots att allierade förband hade lyckats erövra i hamnen i det närmaste intakt den 4 september kunde den inte utnyttjas för att lossa förnödenheter som de allierade arméerna desperat behövde för sin fortsatta offensiv in i Tyskland. 

### Organisation
Arméns organisation den 13 oktober 1944:
- LXXXIX. Armeekorps
- LXVII. Armeekorps
- LXXXVIII. Armeekorps

## Befälhavare
Arméns befälhavare:
- Generaloberst Curt Haase 15 januari 1941 - 30 november 1942
- Generaloberst Heinrich von Vietinghoff 1 december 1942 - 5  augusti 1943 (erkrankt)
- Generaloberst Hans von Salmuth 5 augusti 1943 - 25 augusti 1944
- General der Infanterie Gustav-Adolf von Zangen 25 augusti 1944 - 13 april 1945

Arméns generalstabschefer:
- Oberst i.G. Maximilian Grimmeiß 15 januari 1941 - 21 november 1941
- Generalmajor Heinz Ziegler 9 december 1941 - 1 april 1942
- Generalmajor Rolf Wuthmann 1 april 1942 - 30 april 1942
- Generalleutnant Rudolf Hofmann 1 maj 1942 - 6 november 1944
- Oberst i.G. Wolf von Kahlden 6 november 1944 - 10 mars 1945
- Oberst i.G. Walter Reinhard 15 mars 1945 - 13 april 1945